# Бериље
Бериље је насељено место града Прокупља у Топличком округу. Према попису из 2022. било је 621 становника (према попису из 1991. било је 788 становника).

## Демографија
У насељу Бериље живи 516 пунолетних становника, а просечна старост становништва износи 33,7 година (32,6 код мушкараца и 34,9 код жена). У насељу има 188 домаћинстава, а просечан број чланова по домаћинству је 3,88.
Ово насеље је великим делом насељено Србима (према попису из 2002. године).
|  |

| Демографија | Демографија | Демографија |
| Година      | Становника  | Становника  |
| ----------- | ----------- | ----------- |
| 1948.       | 467         |             |
| 1953.       | 532         |             |
| 1961.       | 561         |             |
| 1971.       | 656         |             |
| 1981.       | 734         |             |
| 1991.       | 788         | 787         |
| 2002.       | 730         | 775         |

| Етнички састав према попису из 2002.‍ | Етнички састав према попису из 2002.‍ | Етнички састав према попису из 2002.‍ | Етнички састав према попису из 2002.‍ | Етнички састав према попису из 2002.‍ |
| ------------------------------------ | ------------------------------------ | ------------------------------------ | ------------------------------------ | ------------------------------------ |
|                                      |                                      |                                      |                                      |                                      |
| Срби                                 | Срби                                 |                                      | 724                                  | 99,17%                               |
| Македонци                            | Македонци                            |                                      | 4                                    | 0,54%                                |
| Румуни                               | Румуни                               |                                      | 1                                    | 0,13%                                |
| Роми                                 | Роми                                 |                                      | 1                                    | 0,13%                                |
| непознато                            | непознато                            |                                      | 0                                    | 0,0%                                 |

| Година пописа     | 1948. | 1953. | 1961. | 1971. | 1981. | 1991. | 2002. |
| ----------------- | ----- | ----- | ----- | ----- | ----- | ----- | ----- |
| Број домаћинстава | 79    | 99    | 126   | 151   | 198   | 203   | 188   |

| Број чланова      | 1  | 2  | 3  | 4  | 5  | 6  | 7  | 8 | 9 | 10 и више | Просек |
| ----------------- | -- | -- | -- | -- | -- | -- | -- | - | - | --------- | ------ |
| Број домаћинстава | 23 | 27 | 30 | 45 | 22 | 23 | 11 | 5 | 2 | 0         | 3,88   |

| Пол    | Укупно | Неожењен/Неудата | Ожењен/Удата | Удовац/Удовица | Разведен/Разведена | Непознато |
| ------ | ------ | ---------------- | ------------ | -------------- | ------------------ | --------- |
| Мушки  | 272    | 55               | 194          | 9              | 14                 | 0         |
| Женски | 264    | 14               | 195          | 39             | 16                 | 0         |
| УКУПНО | 536    | 69               | 389          | 48             | 30                 | 0         |

| Пол    | Укупно                    | Пољопривреда, лов и шумарство | Рибарство                            | Вађење руде и камена | Прерађивачка индустрија       |
| ------ | ------------------------- | ----------------------------- | ------------------------------------ | -------------------- | ----------------------------- |
| Мушки  | 99                        | 37                            | 0                                    | 0                    | 26                            |
| Женски | 73                        | 53                            | 0                                    | 0                    | 15                            |
| УКУПНО | 172                       | 90                            | 0                                    | 0                    | 41                            |
| Пол    | Производња и снабдевање   | Грађевинарство                | Трговина                             | Хотели и ресторани   | Саобраћај, складиштење и везе |
| Мушки  | 0                         | 4                             | 2                                    | 0                    | 12                            |
| Женски | 0                         | 0                             | 1                                    | 0                    | 0                             |
| УКУПНО | 0                         | 4                             | 3                                    | 0                    | 12                            |
| Пол    | Финансијско посредовање   | Некретнине                    | Државна управа и одбрана             | Образовање           | Здравствени и социјални рад   |
| Мушки  | 1                         | 1                             | 5                                    | 1                    | 4                             |
| Женски | 0                         | 0                             | 1                                    | 0                    | 2                             |
| УКУПНО | 1                         | 1                             | 6                                    | 1                    | 6                             |
| Пол    | Остале услужне активности | Приватна домаћинства          | Екстериторијалне организације и тела | Непознато            | Непознато                     |
| Мушки  | 3                         | 0                             | 0                                    | 3                    | 3                             |
| Женски | 0                         | 0                             | 0                                    | 1                    | 1                             |
| УКУПНО | 3                         | 0                             | 0                                    | 4                    | 4                             |